# 권도일
권도일(1980년 12월 6일 ~ )은 대한민국의 성우다. 2011년 KBS에 입사했으며, 현재는 KBS 36기이다. 한국방송 성우극회 소속.

## 출연작품

### 외화

#### 드라마
- 닥터 후 시즌 7  (KBS) - 오네긴
- 먼데이 모닝스 (MBC) - 존 리버먼 (조나단 실버맨) / 밴저민 / 웨인 / 제이콥 외

#### 영화
- 웨딩 싱어 (KBS) - 빌리 아이들(본인)

### 다큐 및 교양
- KBS 황금의 펜타곤
- KBS 퀴즈쇼 사총사
- KBS 내고향 스페셜
- KBS 특별기획 리지의 그림자극
- MBC 공간다큐 그곳
- MBC 남도는 깊다
- SBS 패션왕 코리아
- SBS 디어헌터
- 채널A 특집 스마트디자인전쟁
- 쿠키TV 메디컬스페셜리스트
- MBN 성공다큐 최고다
- 2014.01.18 KBS 동물의 왕국 - 콩고, 원숭이의 땅
- 2014.01.25 KBS 동물의 왕국 - 검은 코뿔소 구출 작전
- 2014.05.18 KBS 동물의 왕국 - 콩고, 원숭이의 땅 (1)
- 2014.07.06 KBS 동물의 왕국 - 콩고, 원숭이의 땅 (2)
- 2014.07.13 KBS 동물의 왕국 - 콩고, 원숭이의 땅 (3)
- 2016.09.11 대구 MBC 특선 <세계문화탐방 지구촌 축제> 프랑스, 세계 꼭두극 축제
- 2018.03.25 SBS 일요특선 다큐멘터리 <스타트 업(Start Up) “시작하라, 괜찮으니까”>
- 2018.09.16 SBS 일요특선 다큐멘터리 <공간, 관계를 맺다>
- 2018.11.18 SBS 일요특선 다큐멘터리 <오래된 숙제, 사용 후 핵연료 40년>
- 2018.11.25 SBS 일요특선 다큐멘터리 <세상을 바꾼 소통 고속철도>
- 2019.01.08 KBS 시사기획 창 <한반도 평화 - 비핵화의 재구성>
- 2020.12.26 KBS 시사기획 창 <코로나19 송년 특집: Covid-19 위기, 우리는 함께하고 있나요?>

### 게임
- 다같이 칼칼칼
- 크리티카
- 카오스 온라인
- 피어 온라인
- 블레스

### 라디오 드라마
소설극장 (KBS 3라디오)
- 2011.01.02 ~ 2011.02.13 조정래 <허수아비 춤> (기자 / 홍보팀장 / 학생 / 김상호 외)
- 2011.02.14 ~ 2011.04.06 은희경 <소년을 위로해 줘> (이삿짐 센터 직원 / 학생 / 까페주인 / 사회자)
- 2011.04.07 ~ 2011.05.21 권비영 <덕혜옹주> (데라우치 총독 / 박무영 '김장한' / 의친왕 / 농부)
- 2011.05.22 ~ 2011.07.02 박완서 <아주 오래된 농담> (친구 / 송경호)
- 2011.07.03 ~ 2011.08.15 박범신 <은교> (의사 / 지배인 / 사형수)
- 2011.08.16 ~ 2011.09.27 최인호 <낯익은 타인들의 도시> (사내 / 강사 / 성인방의 매니저)
- 2011.09.28 ~ 2011.11.04 오세영 <북벌> (병마동첨절제사 / 송준길 / 포교 / 풍모룡 / 양현수 / 사내)
- 2011.11.05 ~ 2011.11.14 성석제 <호랑이를 봤다> (강현수)
- 2011.11.15 ~ 2012.01.23 정유정 <7년의 밤> (오영제)
- 2012.01.24 ~ 2012.03.01 심윤경 <나의 아름다운 정원> (종태)
- 2012.03.02 ~ 2012.04.08 최문희 <난설헌> (최순치 / 남자)
- 2012.04.09 ~ 2012.07.06 천명관 <나의 삼촌, 브루스 리> (강용식 / 형 / 계엄분소장)
- 2012.08.04 ~ 2012.10.05 이정명 <별을 스치는 바람> (간수장)
- 2012.10.06 ~ 2012.11.09 백영옥 <실연당한 사람들을 위한 일곱시 조찬 모임> (의자)
- 2012.11.10 ~ 2012.12.19 이승우 <지상의 노래> (후)
- 2012.12.20 ~ 2013.01.24 조세희 <난장이가 쏘아 올린 작은 공> (영수)
- 2016.06.27 ~ 존 차 <안녕, 테레사> (해설)

라디오 극장 (KBS 한민족 방송)
- 2011.05.01 ~ 2011.05.31 박석준 <그루터기> (의사 / 노인 / 환자1 / 남자)
- 2011.06.01 ~ 2011.06.30 천명관 <고령화 가족> (경찰2 / 지배인 미스터정 / 부하1 / 부하)
- 2011.07.01 ~ 2011.07.31 권현숙 <루마니아의 연인> (아나운서 / 남교사1 / 사진사 / 정한상 '12~14' / 웨이터 외)
- 2011.08.01 ~ 2011.08.31 김탁환 <열하광인> (주서 / 덕천 스님 / 사내1 / 서생1 / 서생5)
- 2011.10.01 ~ 2011.10.31 한소진 <정의공주> (양녕대군/스님/안평대군)
- 2012.01.01 ~ 2012.01.31 한수영 <플루토의 지붕> (구경꾼2 / 친구3 / 나리 / 친구1 / 조련사 / 기사 / 나귀몰이꾼 외)
- 2012.03.01 ~ 2012.03.31 조정래 <황토> (사내1 / 통역관)
- 2012.04.01 ~ 2012.04.30 김탁환 <열녀문의 비밀> (이덕무)
- 2012.06.01 ~ 2012.06.30 성석제 <도망자 이치도> (이웃4 / 만화방 주인 / 왕확의 스승 / 친구의 삼촌 / 두목 외)
- 2012.07.01 ~ 2012.07.31 김별아 <논개> (남자 / 장수사람 / 원로 / 의원 / 문홍헌 / 김천일)
- 2012.10.01 ~ 2012.10.31 고정욱 <까칠한 재석이가 돌아왔다> (김태오)
- 2012.11.01 ~ 2012.11.30 김별아 <채홍> (내시1)
- 2012.12.01 ~ 2012.12.31 명지현 <교군의 맛> (김씨 / 친척1 / 친척2 / 요리장)
- 2013.01.01 ~ 2013.01.31 김탁환 <허균, 최후의 19일> (한찬남 / 김류 / 김예직 / 김경서 / 이시언)
- 2013.08.01 ~ 2013.08.31 주호민 <신과 함께 - 저승편> (염라대왕)

라디오 독서실 (KBS 2라디오)
- 2011.02.13 박완서 <남자네 집> (주인1)
- 2011.02.20 해이수 <절정> (한청)
- 2011.02.27 전광용 <꺼삐딴 리> (죄수1)
- 2011.03.27 윤고은 <해마, 날다> (고객5)
- 2011.04.10 박민규 <그렇습니까? 기린입니다> (푸시맨1)
- 2011.04.24 백영옥 <청첩장 살인사건> (의사)
- 2011.06.05 강영숙 <문래에서> (성우)
- 2011.06.12 문순태 <그 여자의 방> (길수)
- 2011.06.19 김애란 <물속 골리앗> (인부1)
- 2011.06.26 김영현 <깊은 강은 멀리 흐른다> (사내)
- 2011.07.03 조세희 <난장이가 쏘아올린 작은 공> (지섭)
- 2011.08.14 강경애 <소금> (남자)
- 2011.08.28 염승숙 <노 웨어 맨> (광재)
- 2011.09.04 한성우 <아, 김광석> (사내)
- 2011.09.25 안성호 <돼지가 사라졌다> (인부2)
- 2011.10.09 천운영 <눈보라콘> (아버지)
- 2011.10.16 심상대 <묵호를 아는가> (김사원)
- 2011.10.23 한  강 <여수의 사랑> (의사)
- 2011.10.30 신경숙 <깊은 숨을 쉴 때마다> (객실 과장)
- 2011.11.27 윤성희 <부메랑> (강사)
- 2012.01.01 박지원 <호질>, <열녀함양박씨전> (아들1 / 굴각)
- 2012.01.08 김서령 <어디로 갈까요> (남편)
- 2012.01.15 김혜진 <치킨 런> (사장)
- 2012.01.22 안숙경 <삼각조르기> (선수1)
- 2012.02.05 김가경 <홍루> (구잘 친구)
- 2012.02.19 김  숨 <국수> (아버지)
- 2012.03.11 손보미 <폭우> (그)
- 2012.03.18 최민석 <부산말로는 할 수 없었던 이방인 부르스의 말로> (사회자)
- 2012.03.25 전석순 <악수> (P)
- 2012.04.01 구효서 <이발소 거울> (후배)
- 2012.04.22 이문구 <우리 동네 김씨> (조충범)
- 2012.04.29 은희경 <빈처> (승우)
- 2012.05.13 윤후명 <모든 별들은 음악소리를 낸다> (매형)
- 2012.07.08 강병융 <낙찰> (부족장)
- 2012.07.22 김재성 <노끈> (박사)
- 2012.08.19 채만식 <레디메이드 인생> (형님)
- 2012.09.09 정소현 <너를 닮은 사람> (유석)
- 2012.09.30 작자미상 <규중칠우쟁론기> 외 2편 (시삼촌)
- 2012.10.21 박민규 <로드킬> (마오)
- 2012.11.11 서유미 <당분간 인간> (Q남친)
- 2012.11.25 김종은 <버틸 수 있겠어> (선배)
- 2012.12.23 이기호 <저기 사람이 나무처럼 걸어간다> (남집사)
- 2012.12.30 김  숨 <옥천 가는 날> (해설)
- 2013.02.24 이평재 <당신이 모르는 이야기> (청년K)
- 2013.07.28 황태환 <옥상으로 가는 길> (나 / 해설)
- 2013.10.06 은희경 <서정시대> (K)
- 2014.03.09 천명관 <파충류의 밤> (해설)
- 2014.09.07 김  숨 <초야> (해설)
- 2015.04.05 권여선 <카메라> (해설)
- 2018.11.18 정선임 <귓속말> (해설)

KBS 무대 (KBS 한민족 방송)
- 2011.02.26 호각소리 (카메라)
- 2011.03.19 교수님을 부탁해 (학생1)
- 2011.04.16 학수 이발관 (손님)
- 2011.05.07 코끼리 (심사위원)
- 2011.05.21 황금 테두리 (사회)
- 2011.06.25 나는 누구입니까 (인민군2)
- 2011.07.02 웨딩 브레이커
- 2011.07.30 세여자의 2박3일
- 2011.08.13 별이 빛나는 밤에
- 2011.09.10 우리들의 한가위 (청취자)
- 2011.10.29 꽃진이 (남점원)
- 2011.11.05 어디선가 나를 찾는 전화벨이 울리고
- 2011.11.26 소년의 바다 (아이2)
- 2012.01.07 소크라테스는 살아있다 (팀장)
- 2012.01.14 용(龍)사마 가족 (메시지1)
- 2012.02.11 청소 만사성(萬事成) (알바)
- 2012.06.09 내 남편은 마초 (남직원1)
- 2012.07.07 저 먼 푸른 섬 (영화감독)
- 2012.08.04 타나토스의 이중생활 (김형준)
- 2012.09.15 사랑을 건네다 (원장)
- 2012.10.13 연산의 꿈 (성종)
- 2012.10.27 천년송 (정몽주)
- 2012.11.17 얼굴 (아빠)
- 2012.11.24 무진으로 가는 길 (동창1)
- 2012.12.08 울엄마 봉순씨 (수퍼 주인)
- 2013.02.23 지울 수 없는 사랑 (이주현)
- 2013.03.02 그들의 수천가지 물음표 중 하나 (의사)
- 2013.04.06 오만과 편견 (민수)
- 2013.05.11 율포시곡 (삼촌)
- 2013.07.06 램프가 있는 방 (서준형)
- 2013.11.09 오래된 인연 (나상준)
- 2019.03.23 세 번 태어난 남자 (안혜성)

대한민국 경제실록 (KBS 1라디오)
- 2011.01.27 ~ 2011.03.09 제05화 수출입국-영광과 시련의 발자취 (김사장 외)
- 2011.03.10 ~ 2011.04.20 제06화 철의 신화 (김성곤 외)
- 2011.04.21 ~ 2011.06.17 제07화 한국경제의 대동맥 경부고속도로 (박태원 외)
- 2011.06.20 ~ 2011.08.16 제08화 검은 황금, 오일머니를 잡아라 (남덕우 외)
- 2011.08.17 ~ 2011.10.26 제09화 서울, 고도성장의 신화 (정일권 외)
- 2011.10.27 ~ 2011.12.30 제10화 한국경제의 엔진, 자동차 (하동완 외)
- 2012.01.02 ~ 2012.03.02 제11화 제5공화국 경제수석실 (박종문 외)
- 2012.03.05 ~ 2012.05.01 제12화 산업인력 해외진출사 (이후락 외)
- 2012.05.02 ~ 2012.07.13 제13화 5공화국 사채파동 (박철원 외)
- 2012.07.16 ~ 2012.09.21 제14화 5공화국, 부실기업 정리의 명과암 (최순달 외)
- 2012.09.24 ~ 2012.12.07 제15화 한국 경제의 여명기 (윤현주 외)
- 2012.12.10 ~ 2013.02.22 제16화 재벌의 맹아기 (김영주 외)
- 2013.02.26 ~ 2013.05.23 제17화 강남의 역사 (김성곤)
- 2013.05.24 ~ 2013.07.22 제18화 3저호황과 한국경제 (이규호 외)
- 2013.07.22 ~ 2013.09.13 제19화 국책사업, 그 빛과 그림자 (최창윤)
- 2013.09.16 ~ 2013.10.25 제20화 유통 산업의 역사 (김윤배 외)

책 읽는 밤 (KBS 1라디오)
- 낭독 / 연기 (메인 성우)

다큐멘터리 역사를 찾아서 (KBS 1라디오)
- (연기)

신성원의 문화읽기 (KBS 1라디오)
- 2012.01.01 파울로 코엘료 作 베로니카, 죽기로 결심하다
- 2012.01.08 코맥 매카시 作 노인을 위한 나라는 없다
- 2012.01.29 조세핀 하트 作 데미지
- 2012.02.05 존 론슨 作 염소를 노려보는 사람들
- 2012.02.19 크리스토퍼 이셔우드 作 싱글맨
- 2012.03.03 엘리자베스 길버트 作 먹고 기도하고 사랑하라
- 2012.03.11 스티그 라르손 作 밀레니엄 - 여자를 증오한 남자들
- 2012.03.18 티에리 종케 作 독거미
- 2012.03.25 존 르카레 作 팅커, 테일러, 솔저, 스파이
- 2012.04.08 대실 해밋 作 몰타의 매
- 2012.04.15 노나미 아사 作 얼어붙은 송곳니
- 2012.04.22 닉 혼비 作 피버 피치
- 2012.05.13 할레드 호세이니 作 연을 쫓는 아이
- 2012.05.20 미야베 미유키 作 화차
- 2012.05.27 황석영 作 오래된 정원
- 2012.06.03 윌리엄 셰익스피어 作 로미오와 줄리엣
- 2012.06.17 피터 셰퍼 作 아마데우스
- 2012.06.24 에밀 졸라 作 테레즈 라캥
- 2012.08.12 스티븐 킹 作 리타 헤이워드와 쇼생크 탈출
- 2012.09.30 마크 트웨인 作 왕자와 거지
- 2012.10.07 필립 포조 디 보르고 作 1%의 우정
- 2012.10.14 피터 헤지스 作 길버트 그레이프
- 2012.10.28 루이스 드 베르니에 作 코렐리의 만돌린
- 2012.11.04 모옌 作 홍까오량 가족
- 2012.11.11 체탄 바캇 作 세 얼간이
- 2012.11.18 히가시노 게이고 作 용의자 X의 헌신
- 2012.11.25 성석제 作 소설 쓰는 인간
- 2012.12.09 니시카와 미와 作 유레루 (낭독)
- 2012.12.23 찰스 디킨스 作 크리스마스 캐럴

특집기획 라디오 다큐멘터리, 라디오 드라마 (KBS)
- 2011.12.16 KBS 1라디오 특집 다큐멘터리 대한민국 철강왕, 그 큰 별이 지다. (황경로 부장)
- 2011.11.03 KBS 라디오 특별기획 유럽 대안경제의 힘, 협동조합 기업을 가다 제2편 더 나은 세상을 만들어가는 덴마크 협동조합
- 2012.06.15 KBS 청주방송국 개국 67주년 특집 '동요의 정원 옛 시인의 노래' 제2부 옛 시인의 노래 아이들에게 돌아오다
- 2012.06.25 KBS 한민족방송 6.25 기획특집 음향다큐멘터리 3부작 제2부 과부 신갈이 고개를 넘다.

창사기념 특집 소리동화 3부작 <역사 속의 장애 위인> (KBS 3라디오)
- 2012.03.01 제1부 임진왜란의 숨은 영웅 장애인 장군 황대중 (왜군수장)
- 2012.03.02 제2부 한발 정승 윤지완 (신하)
- 2012.03.03 제3부 은둔의 대학자 조성기 (영조)

특별기획 아주 특별한 기부 <내 인생의 책> (KBS 3라디오)
- 2012.08.26 간디 자서전 (간디)

다큐멘터리 혁신의 승부사 (KBS 1라디오)
- 2013.10.28 ~ 2013.12.31 페이스북, 세상을 모두 연결하라. (에두왈도 세브린 / 투자자 / 숀 파커)

연중기획 <이제, 나는 대한민국 국민입니다> (KBS 한민족 방송)
- 2014.10.31 제10부 중국 동포들의 미래를 그리는 사람 김용선 (한국인 학자)

### 오디오 드라마
- 가장 보통의 연애 (Aco) - 차현우 役
- No Where, Now Here (Aco) - 김도환 外 役
- 보일러룸 (Aco) - 도미닉 役
- 밥 같이 먹어주는 남자 (夜海) - 고주태 役
- 보편적인 로맨스 (夜海) - 황승훈 대리 役
- 744HOURS (Aco) - 강정한 役
- 반칙 (Aco) - 권태하 役
- 마귀 (Aco) - 차르 役
- 눈의여왕 (Aco) - 레오파드 役
- 보고싶어 루시퍼 (夜海) - 강권준 매니저 外 役
- 고란이전 (Aco) - 고란이 役
- 패션 : 다이아포닉 심포니아 (Aco) - 리하르트 타르텐 役